# Negro Leagues
Die Negro Leagues waren verschiedene US-amerikanische Profibaseballligen, deren Teams ausschließlich aus Schwarzen, meist afroamerikanischen Spielern bestanden, und die nicht Teil der Major Leagues waren. Die Gründung eigener Ligen wurde durch die in den Vereinigten Staaten festgeschriebene Rassentrennung (Racial Segregation) notwendig, die eine Trennung von Schwarzen und nicht Schwarzen an öffentlichen Orten festschrieb.
Das erste nur aus Afroamerikanern bestehende Team, das professionell aktiv war, wurde 1885 in Babylon im US-Bundesstaat New York unter dem Namen Cuban Giants gegründet. Die erste Negro League der Geschichte war die National Colored Base Ball League, die sich 1887 formierte. Sie umfasste acht Mannschaften, wurde aber bereits nach zwei Wochen wieder aufgelöst, da kein Zuschauerinteresse bestand. Ab 1920 etablierten sich sieben mehr oder weniger erfolgreiche und langlebige Ligen, auf die der Begriff Negro Leagues im engeren Sinne verweist. Im weiteren Sinne definieren sich Negro Leagues als sämtliche professionelle Wettbewerbe, egal ob in einer Liga organisiert oder von unabhängigen Teams in einzelnen Partien ausgetragen.
Das langlebigste Franchise in den Negro Leagues waren die Kansas City Monarchs, die von 1920 bis 1965 insgesamt 45 Spielzeiten bestritten, davon elf Jahre in der Negro National League, 34 in der Negro American League und neun Jahre als ligaunabhängiges Team. Die letzte dieser Negro Leagues wurde um 1960 aufgelöst, nachdem der Spieler Jackie Robinson die sogenannte „Color Line“ durchbrach, indem er durch einen Vertrag bei den Brooklyn Dodgers als erster schwarzer Spieler von einem MLB-Team unter Vertrag genommen wurde. Tragende Figur dieses historischen Moments war der Sportfunktionär Branch Rickey, der in der Folge seines Engagements für die friedliche Integration den Spitznamen The Mahatma bekam.

## Hintergrund

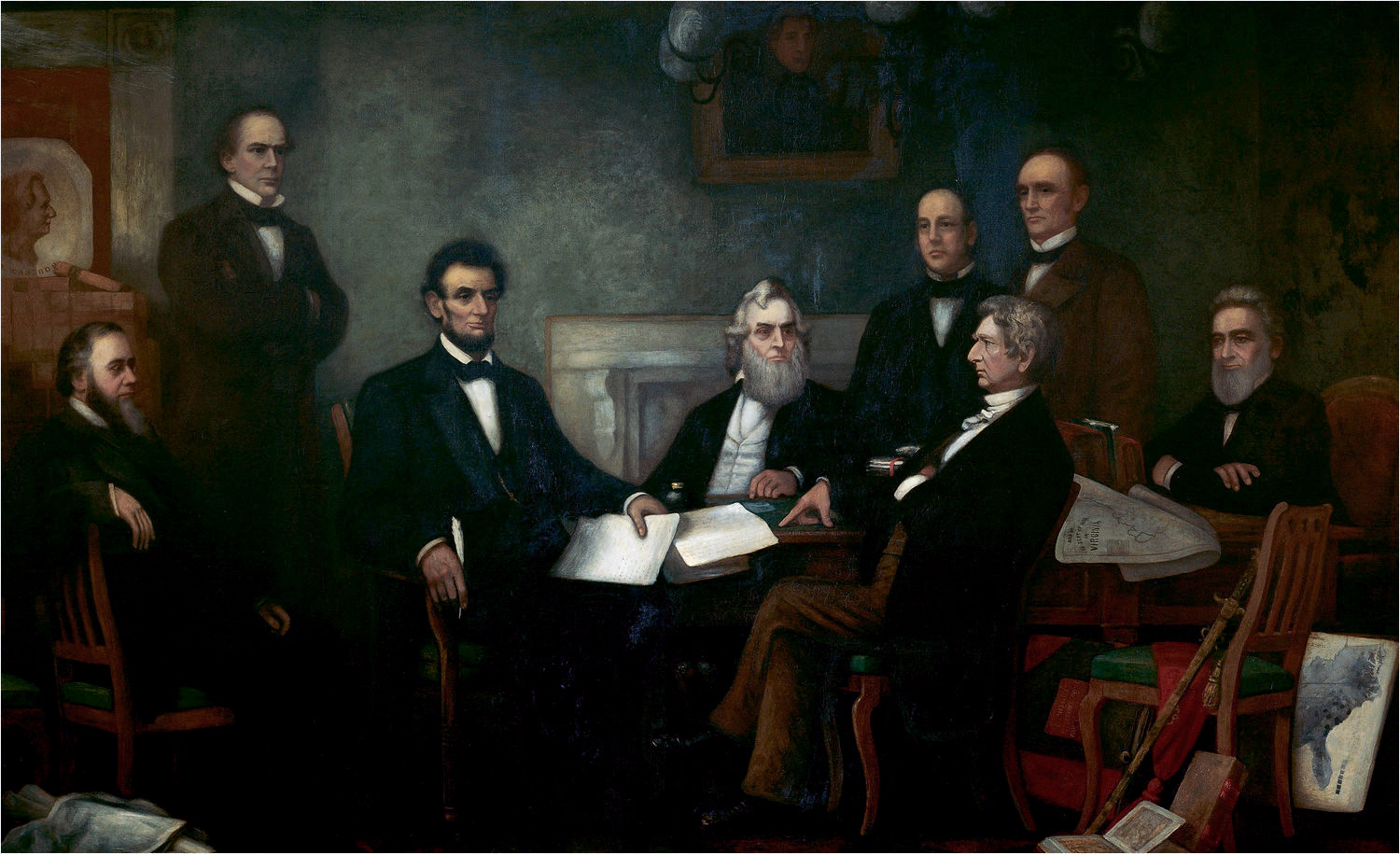
Abraham Lincoln und sein Kabinett bei der Unterzeichnung der Proklamation zur Sklavenbefreiung

Die historisch gewachsene Rassentrennung in den Vereinigten Staaten, die von 1896 bis 1954 in den Südstaaten durch den Grundsatz separate but equal gesetzlich fundamentiert war, ist die direkte Folge der Sklaverei in den Vereinigten Staaten. Diese Massenversklavung der Afrikaner begann bereits im 16. Jahrhundert mit der Europäischen Kolonisierung Amerikas. Mit Ende des Sezessionskrieges im Jahre 1865 trat der 13. Zusatzartikel zur Verfassung in Kraft, welcher die Sklaverei auf dem gesamten Gebiet der USA abschaffte. 1868 wurden den Afroamerikanern schließlich die Bürgerrechte durch den 14. Zusatzartikel zur Verfassung zugesprochen.
Von diesem Zeitpunkt an, also seit Ende der Sklaverei, spricht man von Rassentrennung, die mit sich brachte, dass getrennte Einrichtungen für Weiße und Schwarze in fast allen Bereichen des öffentlichen Lebens vorhanden waren. Dies galt auch für sportliche Betätigung und hier speziell auch im professionellen Sport. Obwohl das Wort Rassentrennung gleichberechtigte Teile einer Bevölkerung suggeriert, ist der Begriff als Euphemismus zu verstehen, da die weiße Bevölkerung über deutlich mehr Privilegien verfügte als die Schwarzen.
19 Jahre nach dem historischen Moment des Zuspruchs der Bürgerrechte für die Schwarzen wurde von dieser Bevölkerungsgruppe erstmals eine professionelle Baseballliga, die National Colored Base Ball League gegründet.

## Geschichte

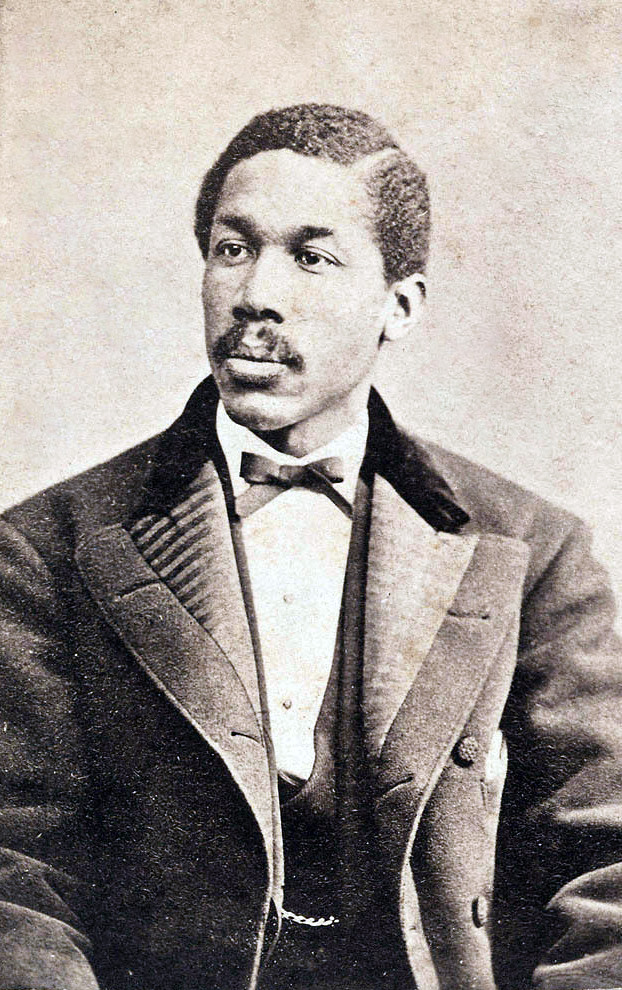
Octavius Catto, Bürgerrechtler und Baseballpionier in Philadelphia im 19. Jahrhundert

Vor der Gründung des ersten professionellen Teams 1885 organisierten sich die schwarzen Spieler zunächst nur in Amateurteams. Das erste Spiel dieser Teams soll 1860 im Elysian Field in Hoboken (New Jersey) stattgefunden haben, was allerdings nicht eindeutig belegt werden kann. Das Elysian Field gilt zudem als Geburtsstätte des Baseballs, da dort angeblich 1846 das erste Spiel überhaupt stattgefunden haben soll.
Während der Zeit der Reconstruction Mitte der 1860er Jahre formierte sich eine breite Masse der schwarzen Bevölkerung im Osten und Mittelwesten der Vereinigten Staaten in amateurhaft organisierten Baseballclubs. Viele dieser Teams, wie zum Beispiel die Chicago Uniques oder die Philadelphia Excelsiors, wurden von schwarzen Offizieren geführt und bestanden zu großen Teilen aus ehemaligen Soldaten des Bürgerkriegs. Zum Ende des Jahrzehnts war Philadelphia das Zentrum des schwarzen Baseballsports. Zu dieser Zeit lebten mehr als 22.000 Schwarze in der Großstadt und es gab mehr als ein Dutzend organisierte Teams.
Tragende Figur der Bürgerrechtsbewegung in Philadelphia zu dieser Zeit war der Lehrer und Intellektuelle Octavius Catto. Catto, 1839 als Sohn eines Sklaven in Charleston (South Carolina) geboren, startete seine sportliche Karriere während der Schulzeit im Cricket. Später schloss er sich dem ebenfalls von ehemaligen Cricketspielern gegründeten Baseballclub Pythian Base Ball Club an, dessen Sprecher er später wurde. Gemeinsam mit anderen Spielern startete er den Versuch, sich der National Association of Base Ball Players anzuschließen, der ersten vollorganisierten Spielergemeinschaft der USA. Die Organisation entschied 1867, alle Teams auszuschließen, in denen auch nur ein schwarzer Spieler aktiv war.

### Das erste Profiteam
Das erste Team der Geschichte, das nur aus schwarzen Spielern bestand, waren die 1885 gegründeten Cuban Giants. Wie die Mannschaft genau entstand, ist unklar, da seit jeher zwei leicht unterschiedliche Geschichten über die Formierung der Giants kursieren. Die populärere, weil spektakulärere Version der Entstehungsgeschichte rankt sich um Frank P. Thompson, den Oberkellner des Argyle Hotel in der New Yorker Kleinstadt Babylon auf Long Island. Dieser soll mit anderen Kellnern eine Baseballmannschaft gegründet haben, die schon bald bei den Hotelgästen als große Attraktion angesehen wurde und so bei ihren Spielen immer mehr Zuschauer anzog.
Die zweite, offenbar historisch korrekte Version der Entstehungsgeschichte besagt, dass Thompson das Team zwar im Argyle Hotel gründete, der Kader aber mitnichten aus anderen Angestellten des Hotels bestand. Vielmehr waren fast alle Teammitglieder zuvor bei Amateurbaseballmannschaften aktiv und wurden von Thompson von dort aus mit dem Versprechen einer Bezahlung abgeworben. Thompson persönlich bestätigte dieses Vorgehen in einem Zeitungsinterview, das er 1887 gab. Obwohl das Team bis 1899 unter dem Namen Cuban Giants aktiv war, kam keiner der Aktiven aus Kuba. Laut einer Aussage des damaligen Spielers Sol White wurde die Bezeichnung vielmehr deshalb gewählt, um bei der Suche nach möglichen Gegnern die Wahrheit über die Herkunft der Spieler zu verschleiern und so öfter die Möglichkeit zu haben, zu Auswärtsspielen eingeladen zu werden.

### National Colored Base Ball League (NCBBL) (1887)
Die National Colored Base Ball League war der erste Versuch der von den anderen Bevölkerungsgruppen getrennten Schwarzen, einen eigenen professionellen Spielbetrieb aufzubauen. Acht Mannschaften waren geplant, doch bereits zwei Wochen nach dem ersten Spiel wurde der Spielbetrieb wieder eingestellt, so dass nur sechs der acht Teams überhaupt gespielt hatten. Das erste Spiel fand am 6. Mai 1887 zwischen den Gorhams aus New York City und den Keystones aus Pittsburgh statt und endete mit 11:8 Runs. Nach dem Aus der National Colored Base Ball League dauerte es mehr als 30 Jahre, bis 1920 die erste langlebige Liga ins Leben gerufen wurde.

### Die sieben wichtigsten Negro Leagues

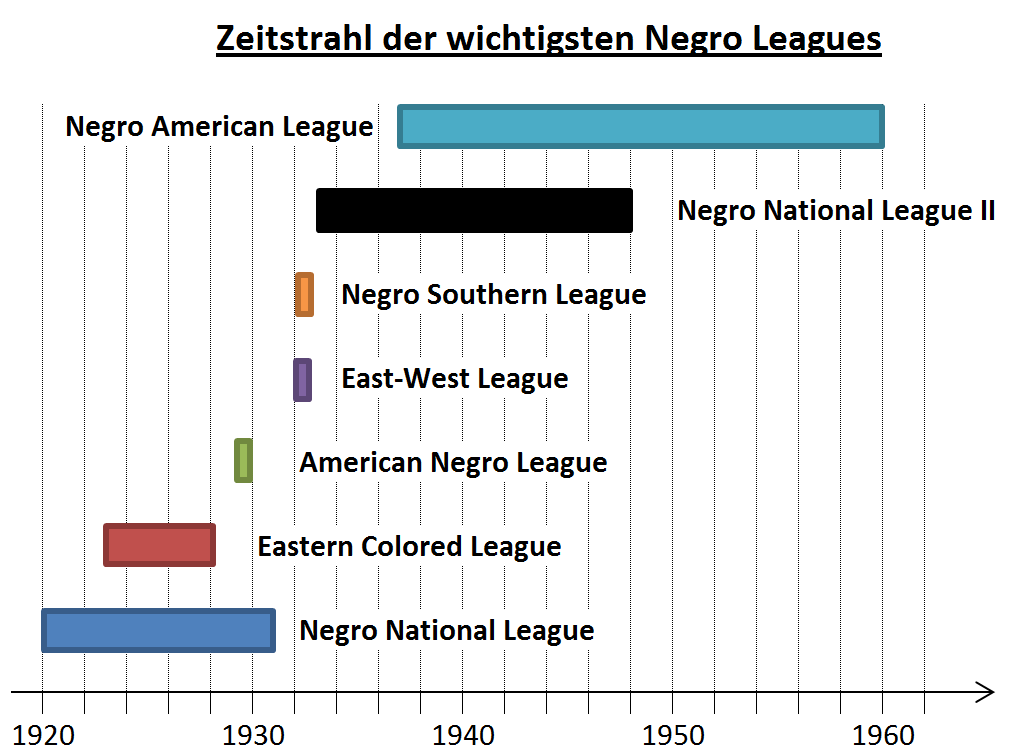
Zeitstrahl der sieben wichtigsten Negro Leagues

Heutzutage versteht man unter dem Begriff Negro Leagues im engeren Sinne sieben mehr oder weniger erfolgreiche und langlebige Ligen, die sich ab 1920 formierten. Die Namensgebung Negro für die gegründeten Ligen basierte auf dem Ziel der schwarzen Bevölkerung, nicht mehr African genannt zu werden, da sie sich selber als gleichberechtigte Bürger etablieren wollten. Die Bezeichnung als Afroamerikaner beinhaltete in den Augen der Beteiligten die unzulässige Verallgemeinerung, dass alle Schwarzen eigentlich Afrikaner seien, obwohl sie sich selber als Teil der Vereinigten Staaten sehen.
Die langlebigste Negro League war die Negro American League (NAL), die 23 Jahre existierte. Allerdings versank die Liga bereits nach 20 Jahren in der Bedeutungslosigkeit, nachdem die Color Line 1957 durchbrochen wurde. Sämtliche bedeutungsvollen Negro Leagues hatten deutliche geographische Grenzen. So war die Klassifizierung nach Himmelsrichtungen, wie sie heute noch im US-Sport zu finden ist, auch hier üblich. Zu finden waren dort Namensbestandteile wie Eastern, East-West oder Southern. In den Anfangsjahren der professionellen Negro Leagues konzentrierte sich alles auf den Osten der Vereinigten Staaten. Kein einziges Team der frühen Jahre, das in einer solchen Liga spielte, war westlicher beheimatet als Kansas City.
Des Weiteren war auch in den Bereich der Negro Leagues ein Konkurrenzkampf zwischen verschiedenen Organisatoren einer Liga zu finden. Noch heute gibt es in der MLB zwei Ligen, die American League und die National League, die getrennt voneinander geführt werden. Die American–National–Einteilung war dementsprechend auch in den Negro Leagues vorhanden.

#### Negro National League (NNL) (1920–1931)
Die erste der beiden Ligen, die unter dem Namen Negro National League (NNL) den Spielbetrieb aufnahm, wurde am 13. Februar 1920 bei einem Treffen aller Teambesitzer im YMCA in Kansas City gegründet. Das Projekt wurde zuvor von Rube Foster, dem Eigner der Chicago American Giants, vorangetrieben, der später auch Ligachef wurde. Im Jahre 1981 wurde Foster posthum in die Baseball Hall of Fame aufgenommen.
Geographisch erstreckte sich die Liga bei ihrer Gründung 1920 über den Mittelwesten der Vereinigten Staaten. Die am westlichsten gelegene Stadt war Kansas City, die östlichste Pittsburgh. Die acht Gründungsmitglieder kamen aus insgesamt fünf US-Bundesstaaten. Im Laufe der Jahre expandierte die Liga Richtung Süden, indem mehrere neue Mannschaften aufgenommen wurden. Die am südlichsten gelegene Stadt der NLL-Geschichte war Birmingham im Bundesstaat Alabama, wo die Black Barons beheimatet waren. Zwei der bedeutendsten Negro-Clubs der Ostküste jener Zeit, der Hilldale Club aus Darby und die Bacharach Giants aus Atlantic City, gehörten von 1920 bis 1922 zwar der Ligaorganisation an, nahmen aber nicht am Wettbewerb teil. Diese Teams sind der Ursprung der 1923 gegründeten Konkurrenzserie Eastern Colored League.
Insgesamt nahmen in der elfjährigen Ligageschichte 24 Teams am Spielbetrieb teil, von denen allein fünf aus Cleveland kamen. Rekordmeister wurden die Chicago American Giants mit fünf Titeln. Neben den American Giants konnten sich mit den Kansas City Monarchs (4) und den St. Louis Stars (3) nur zwei weitere Teams den Sieg in der Negro National League sichern.

#### Eastern Colored League (ECL) (1923–1928)
Die Eastern Colored League (ECL) wurde 1923 als Konkurrenz zur NNL gegründet. Ausgangspunkt war ein Streit der NNL mit den beiden zur Organisation gehörenden Teams Hilldale Club und Bacharach Giants, die aufgrund von Unstimmigkeiten die Negro National League verließen. Die anderen vier Gründungsmitglieder neben diesen beiden Mannschaften waren die Brooklyn Royal Giants, die Cuban Stars, die Lincoln Giants aus New York und die Baltimore Black Sox.
Ein Jahr nach Gründung der Liga wurde diese um zwei weitere Teams auf acht Mannschaften erweitert. Neben den Harrisburg Giants aus Harrisburg, Pennsylvania, kam ein Team aus Washington, D.C., die Washington Potomacs, hinzu.
Ende der Saison 1924 sprachen sich die Verantwortlichen der beiden Ligen aus und beschlossen, eine Negro League World Series auszutragen. Die Serie wurde erstmals 1924 und letztmals 1927 ausgetragen. Einziges Team der ECL, das die Serie gewinnen konnte, war das Team aus Hilldale 1924. Dementsprechend gingen die Mannschaften aus der NNL in drei von vier Vergleichen als Sieger hervor. Im Einzelnen waren dies zwei Mal die Chicago American Giants und einmal die Kansas City Monarchs.

#### American Negro League (1929)
Die American Negro League entstand im Jahre 1929 nach dem Zusammenbruch der Eastern Colored League ein Jahr zuvor. Gegründet wurde die Liga von fünf Teams, die zuvor in der ECL aktiv waren. Dies waren die Bacharach Giants, die Baltimore Black Sox, die Cuban Stars, der Hilldale Club und die Lincoln Giants. Zudem kam noch das bis dato unabhängige Team der Homestead Grays aus Homestead (Pennsylvania) hinzu. Die Saison wurde in zwei Hälften geteilt. Geplant war, dass die jeweiligen Sieger der beiden Halbserien zu Saisonende den Champion in einem Play-off ermittelten. Da die Baltimore Black Sox beide Saisonhälften für sich entscheiden konnten, wurde ihnen der Titel schließlich ohne finale Serie zugesprochen.
Der Spielbetrieb der Liga wurde aus bis heute nicht genau verifizierten Gründen zur Saison 1930 nicht mehr aufgenommen. Es sollte bis zum Jahre 1933 dauern, ehe eine Liga aus Mannschaften im Osten erneut eine volle Spielzeit absolvierte. Dies geschah unter dem Namen Negro National League, die aufgrund der Namensgleichheit mit der Liga von 1920–1931 meist unter der Bezeichnung Negro National League II oder Second Negro National League bekannt ist.

#### East-West League (1932)
Zu Beginn des Jahres 1932 gab es keine agierende Negro-Major-League mehr in den USA. Die Great Depression hatte sowohl die Ligaorganisationen als auch die einzelnen Teams in finanzielle Nöte gebracht. Cumberland „Cum“ Posey, der Besitzer der Homestead Grays, verfolgte daraufhin den Plan, eine einzelne Liga zu gründen, die sowohl Teams aus dem Osten als auch aus dem Mittleren Westen der Vereinigten Staaten beinhalten sollte. Dieses Vorhaben war deshalb sehr ambitioniert, da es seit Entstehung der ersten Negro Leagues dauerhaft Grabenkämpfe zwischen Teams und Ligen dieser geographischen Regionen gab.
Nachdem Posey kurz darauf die Ligagründung realisierte, nahm die East-West League im Mai 1932 den Spielbetrieb mit acht Mannschaften auf. Neben den Homestead Grays war auch die teilnehmende Mannschaft der Detroit Wolves im Besitz von Cum Posey. Das Zuschauerinteresse an der Liga allerdings war enttäuschend, sodass Clubs und die Organisation in finanzielle Nöte kamen. Das unabhängige Team der Pittsburgh Crawfords unter Leitung von Gus Greenlee nutze diese Chance, um bedeutende Spieler der Homestead Grays abzuwerben, darunter erfolgreiche und erfahrene Spieler wie Josh Gibson, Cool Papa Bell oder Oscar Charleston.
Posey hob daraufhin das zuvor verhängte Verbot von Spielen seiner Teams gegen die Pittsburgh Crawfords auf, um Zuschauereinnahmen zu generieren. Allerdings waren das Team und seine Liga mittlerweile so geschwächt, dass der Spielbetrieb schon vor Saisonende eingestellt wurde, und so existiert kein offizieller Champion in dieser Liga.
Ein Jahr später, im Jahre 1933, gründete Poseys Konkurrent Greenlee die zweite Negro National League, die die beiden konkurrierenden Teams aus Homestead und Pittsburgh erstmals in einer Organisation vereinen sollte.

#### Negro Southern League (1920–1940er)

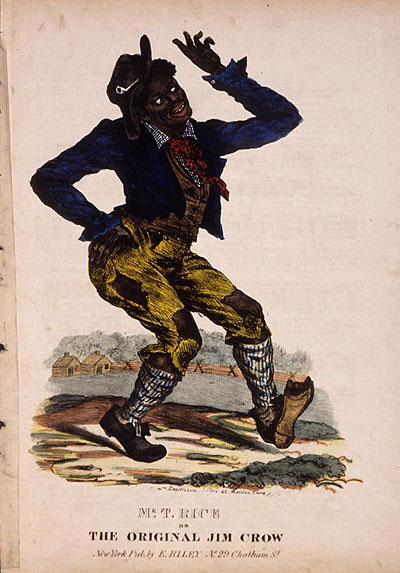
Jim Crow, das Stereotyp der schwarzen Bevölkerung

Die Negro Southern League wurde quasi parallel zur Negro National League im Jahre 1920 von Tom Wilson gegründet und beheimatete Teams aus den Südstaaten der USA. Allerdings war die Organisation im Vergleich zu den nördlicher gelegenen Ligen schwierig und wenig lukrativ. Dies kann vor allem durch die Jim Crow Laws erklärt werden, die in den Südstaaten die Rassentrennung im täglichen Leben deutlich stärker zementierten als an anderen Orten. Die Südstaaten waren dementsprechend das Zentrum der Rassendiskriminierung in den USA.
Aufgrund der fehlenden Akzeptanz in den Südstaaten ist die Negro Southern League eigentlich eher als Amateurliga anzusehen, hat aber durch das Herausstellungsmerkmal der regionalen Heimat eine Erwähnung verdient. Den Höhepunkt der Aufmerksamkeit erlangte die Liga in der Spielzeit 1932. Dies geschah weniger aufgrund der Qualität der Liga, vielmehr war die NSL die einzige Negro League, die in diesem Jahr eine komplette Spielzeit bestritt. Meister dieser Spielzeit wurden die Chicago American Giants. Die Liga existierte ohne große Außenwirkung bis in die 1940er Jahre, nachdem die starken und bedeutenden Teams in die zweite Negro National League abwanderten.

#### Negro National League (1933–1948)
Die zweite Negro National League wurde 1933, zwei Jahre nach der Auflösung der ersten NNL, gegründet. Die Liga bestand bis in das Jahr 1948. Einige zu diesem Zeitpunkt noch intakte Teams wechselten anschließend in die Negro American League. Von 1942 bis zum Zusammenbruch der Liga trug der Sieger der NNL eine World Series gegen den Champion der NAL aus.
In der ersten Spielzeit 1933 nahmen acht Teams am Spielbetrieb teil. Im Laufe der Jahre wurde die Liga fast dauerhaft umstrukturiert, da viele Mannschaften die NNL verließen, neue dazukamen, oder ihren Standort änderten. So zogen zum Beispiel die Blue Birds aus Columbus während der ersten Saison nach Cleveland um und wurden in Cleveland Giants umbenannt. Mit Abstand erfolgreichstes Team der zweiten NNL waren die Homestead Grays, die 1934 zur Liga stießen und insgesamt zehn Mal den Titel gewannen.

#### Negro American League (1937-ca. 1960)
Die 1937 gegründete Negro American League (NAL) vereinte die stärksten Teams im Süden und Mittelwesten. Die Liga konkurrierte auf faire Art und Weise mit Greenlees Negro National League und sollte nach der Integration der Schwarzen die letzte Negro League der Geschichte werden.
Die NAL startete 1937 mit acht Teams in ihre erste Spielzeit, welche die Kansas City Monarchs, die auch als Rekordsieger in die NAL Geschichte eingehen sollten, für sich entscheiden konnten. Obwohl die Liga bis einschließlich 1960 aktiv war, bestand sie in ihren letzten Jahren nur noch als Amateurliga. Grund hierfür war die Tatsache, dass während der Zeit der Integration so gut wie alle Spieler mit Potential in die Major oder Minor Leagues wechselten.

### Integration

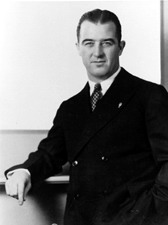
Happy Chandler

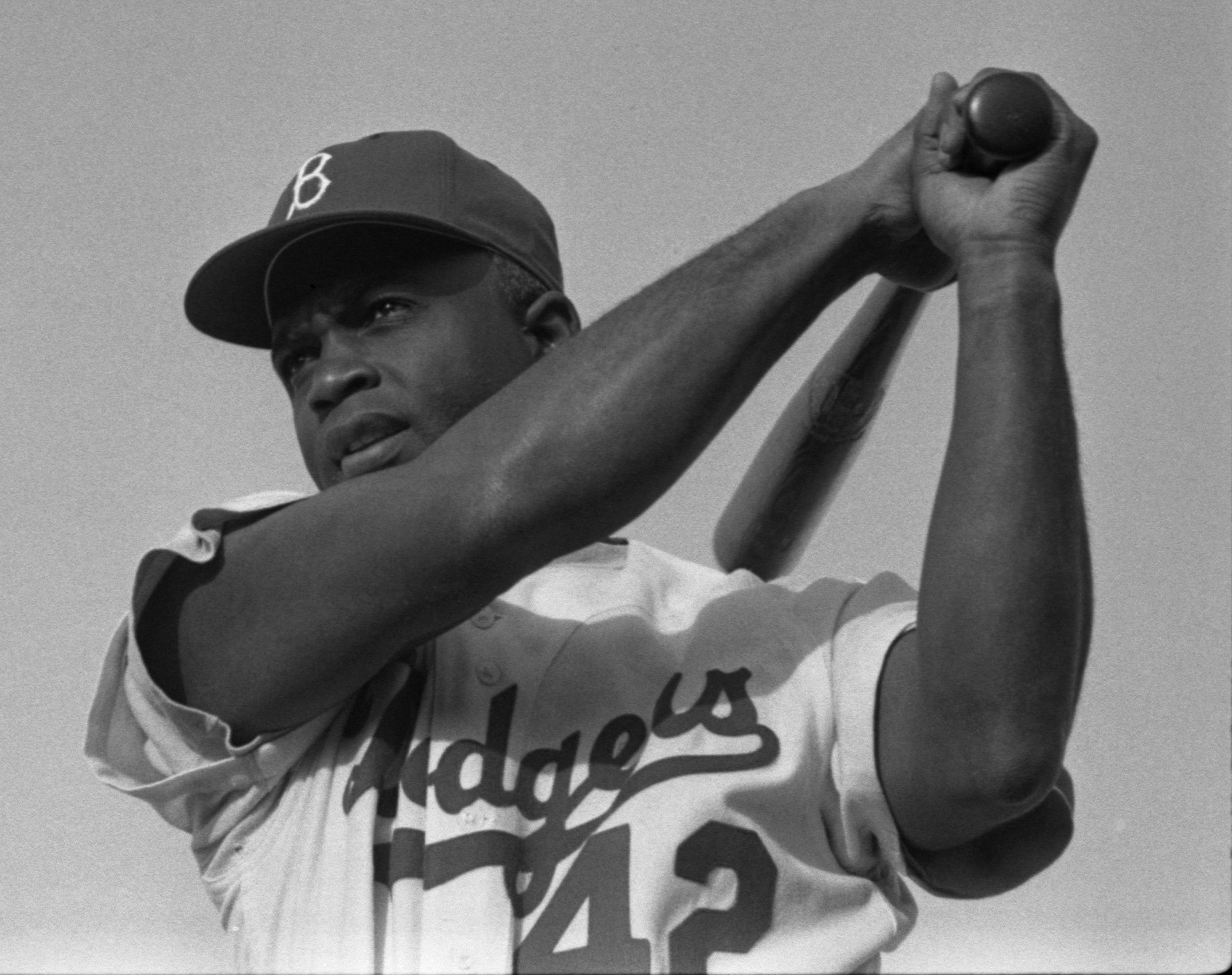
Jackie Robinson, der erste schwarze Spieler in der Geschichte der MLB

Der Beginn der Integration schwarzer Spieler kann auf das Jahr 1944 datiert werden, als der erste Commissioner der MLB Kenesaw Mountain Landis verstarb. Landis war bekennender Verfechter der Rassentrennung und blockierte während seiner Amtszeit jegliche Öffnung der Teams für Spieler der Negro Leagues. Nach seinem Tod übernahm Albert Benjamin Chandler, der aufgrund seiner heiteren Art meist unter dem Namen Happy Chandler bekannt ist, das Amt.
Chandler bekannte sich offen dazu, dass er die Integration vorantreiben wollte. Hierfür setzte er gar sein Amt aufs Spiel. Nachdem 15 von 16 Teams in einer geheimen Abstimmung gegen die Integration votierten, hielt Chandler weiter an seinem Vorhaben fest und verlor so den Rückhalt bei einem Großteil der Teambesitzer. Chandler schrieb später in seiner Biografie, dass er es keinem schwarzen Spieler guten Gewissens verbieten hätte können, in den Major Leagues zu spielen, nachdem sie kurz zuvor für ihr Land im Zweiten Weltkrieg gekämpft hatten.
Im März 1945 scheiterte der Versuch, das geplante Major League Committee on Baseball Integration einzurichten, da einer der geplanten Teilnehmer dies boykottierte. Ebenfalls für das Komitee eingeplant war Branch Rickey, der General Manager der Brooklyn Dodgers, der zur tragenden Figur der Integrationspolitik werden sollte. Rickey versuchte in der Folge den geeigneten Spieler zu finden, der die Color Line durchbrechen sollte. Er begann alle Scouts der Dodgers in den USA, Mexiko und Puerto Rico auf die Suche zu schicken. Die Liste beschränkte sich am Ende der Suche auf drei Spieler. Roy Campanella, Don Newcombe und Jackie Robinson.
Am 28. August 1945 lud Rickey Jackie Robinson zu sich ein. Er erwartete, dass ein schwarzer Spieler mit rassistischen Beschimpfungen von Seiten der Zuschauer und Gegner rechnen müsse. Aus diesem Grund testete Rickey den Spieler, indem er ihm bei einem Probetraining derartige Beschimpfungen zurief und darauf achtete, ob Robinson sich nicht dadurch ablenken ließ oder gar aggressiv wurde. Nachdem er diese Prüfung erfolgreich absolviert hatte, erhielt Jackie Robinson einen vorerst geheimen Vertrag von Rickey.
Etwa zeitgleich bewegte sich auch die Politik weiter in Richtung Integration, und die Vorstellung, dass ein Schwarzer in der MLB spielen könnte, war keineswegs mehr abwegig. Am 23. Oktober 1945 gab der Präsident der Montreal Royals ohne Wissen über den bereits vorhandenen Kontrakt zwischen Robinson und Rickey bekannt, dass er Jackie Robinson in Kürze unter Vertrag nehmen werde. Dies war der Zeitpunkt, an dem Rickey bekannt geben musste, dass er dies bereits getan hatte.
Anfang 1946 schloss Rickey noch Verträge mit weiteren Spielern, die zuvor in den Negro Leagues aktiv waren. Dies waren Roy Campanella, Don Newcombe, John Wright und Roy Partlow. Allerdings spielte noch keiner der Genannten.
Am 15. April 1947 trat Robinson im Trikot der Dodgers als erster Spieler überhaupt in einer Major League an, und es begann eine Jagd nach talentierten Spielern der Negro Leagues. Hierbei wurde häufig keinerlei Rücksicht auf bestehende Verträge der anderen Ligen genommen.
Fast zeitgleich öffneten sich aber auch die beiden verbliebenen Negro Leagues. So war Eddie Klep der erste weiße Spieler, der im Trikot der Cleveland Buckeyes in einem Negro League Team eingesetzt wurde.
| Die ersten Schwarzen in der MLB |                 |                        |
| Datum                           | Spieler         | Team                   |
| 15. April 1947                  | Jackie Robinson | Brooklyn Dodgers (NL)  |
| 5. Juli 1947                    | Larry Doby      | Cleveland Indians (AL) |
| 17. Juli 1947                   | Hank Thompson   | St. Louis Browns (AL)  |
| 8. Juli 1949                    | Monte Irvin     | New York Giants (NL)   |
| 18. April 1950                  | Sam Jethroe     | Boston Braves (NL)     |

### Das Ende der Negro Leagues

Logo der Indianapolis Clowns, dem letzten aktiven Negro League Team der Geschichte

Im Laufe der Integration gab es Anregungen, die Negro Leagues in das Major-League-System zu integrieren. Allerdings stand dies in den Augen vieler im krassen Gegensatz zu dem Ziel der Zusammenführung aller Bevölkerungsgruppen. In der Folge unterschrieben eine Vielzahl von Negro-League-Spielern Verträge bei Clubs der MLB. Dies waren meist Minor-League-Verträge, die trotz der Unterklassigkeit die Teilnahme am professionellen Baseball garantierten.
Das Ende der Negro National League begann, nachdem die Grays sich zur Saison 1949 aus der Liga zurückzogen und auflösten, und dadurch viele andere Teams mitrissen. So lösten sich kurze Zeit später auch die New York Black Yankees auf, und die Eagles zogen mit dem Franchise nach Houston. Es blieb somit nur noch die Negro American League als professionelle Organisation übrig. In der Zeit von 1949 bis 1951 fiel die Liga mangels Qualität und Zuschauerinteresse auf Minor-League-Niveau zurück und agierte in diesem Zustand bis ins Jahr 1958.
Das letzte echte Negro-League-Team waren die Indianapolis Clowns, die ihr letztes Spiel im Jahre 1966 bestritten. Bis in das Jahr 1988 traten die Clowns allerdings noch als Showteam, vergleichbar mit den Harlem Globetrotters im Basketball, in diversen Spielen auf.

## Frauen in den Negro Leagues
Im Gegensatz zu den Major Leagues waren in den Negro Leagues auch drei Frauen als Spieler aktiv. Alle drei wurden zuerst von den Indianapolis Clowns unter Vertrag genommen. Die erste war Toni Stone, die 1953 zu den Clowns kam. Nachdem sie ein Jahr später an die Kansas City Monarchs abgegeben wurde, bekamen Connie Morgan und Mamie „Peanut“ Johnson Verträge in Indianapolis. Bis zum heutigen Tag gab es keine Frau, die in der MLB aktiv war, obwohl es eine Hand voll zu Einsätzen in den Minor Leagues brachte.

## Spieler der Negro Leagues in der Baseball Hall of Fame
Angestoßen wurde die Diskussion um die Aufnahme von Spieler der Negro Leagues in die Baseball Hall of Fame erstmals von Baseballlegende Ted Williams. Williams wurde 1966 in die Hall of Fame aufgenommen und machte sich in seiner Aufnahmerede für die Spieler der Negro Leagues stark.

“Inside this building are plaques dedicated to baseball men of all generations and I’m privileged to join them. […] I hope that someday the names of Satchel Paige and Josh Gibson in some way can be added as a symbol of the great Negro players that are not here only because they were not given a chance.”

„In diesem Gebäude gibt es Plaketten, die Baseballspielern aller Generationen gewidmet sind und ich bin privilegiert, mich ihnen anzuschließen. […] Und ich hoffe, dass eines Tages irgendwie die Namen von Satchel Paige und Josh Gibson hinzukommen, als ein Symbol der großen Negro League Spieler, die nur deshalb nicht hier sind, weil ihnen keine Chance gegeben wurde.“

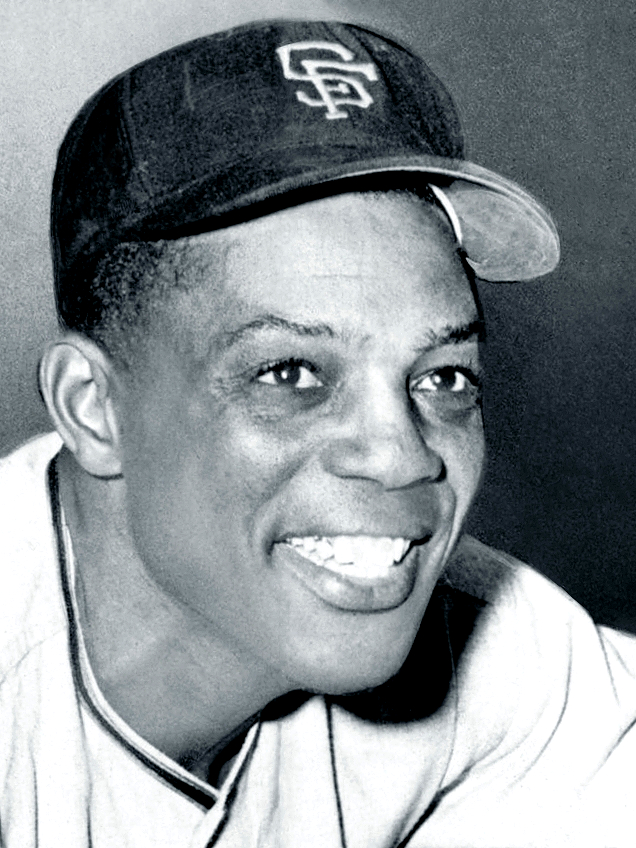
Willie Mays

Der Druck auf die Hall of Fame erhöhte sich, als Robert W. Peterson, ein Autor der New York Times, die Chronik „Only the Ball Was White“ veröffentlichte, die für großes öffentliches Interesse am Thema sorgte. Man plante von Seiten der Hall of Fame anschließend, einen eigenen Award für die Spieler der Negro Leagues einzurichten. Es folgte eine Welle der Kritik von Seiten der Journalisten, Fans und Spieler. Satchel Paige persönlich äußerte sich und sagte, dass er nichts Geringeres als eine Vollmitgliedschaft im Kreis der ausgezeichneten Spieler in der Hall of Fame annehmen würde. Die Hall lenkte ein und beschloss zur Abstimmung 1971 ein spezielles Negro League Committee einzurichten, welches gleichberechtigt über die Aufnahme von Negro-Spielern entscheiden sollte. Satchel Paige wurde als einziger Spieler aufgenommen. In den darauffolgenden Jahren wurden nach und nach weitere herausragende Spieler der Negro Leagues in die Hall of Fame gewählt.
Die Diskussion bezog sich hauptsächlich auf Spieler, die niemals in einer der Major Leagues gespielt hatten. Aufgrund des schnellen Übergangs gab es zudem einige Spieler, wie Larry Doby, Willie Mays oder Hank Aaron, die in beiden Ligen aktiv waren, und in die Hall of Fame aufgenommen wurden.
Im Rahmen des Baseball Hall of Fame Balloting 2006 wählte ein Komitee aus zwölf Sporthistorikern weitere 17 Persönlichkeiten aus der Zeit der Negro Leagues nachträglich in die Hall of Fame. Mit in dieser Gruppe war unter anderem Effa Manley, die als erste Frau in die Hall of Fame aufgenommen wurde.